# Jean Pierre Louis de Luchet
Jean-Pierre-Louis de Luchet, né le 13 janvier 1739 à Saintes et mort le 6 avril 1792 à Paris, portant le titre de marquis de La Roche du Maine, dit aussi marquis de Luchet, est un journaliste et essayiste ainsi que directeur de théâtre français.

## Biographie
Il tient des salons sous le nom du marquis de La Roche. Il a fait partie de la Garde ordinaire du Roi oú il rencontrera André-Robert Andréa de Nerciat qui y entre en 1771. Par la suite, il prend le nom de Jean-Pierre Luchet, chevalier de Saint-Louis. Avec Nerciat, il brillera à la cour de Frédéric II. En effet, attiré à la cour de Hesse-Cassel par Luchet, qui recherche de nouvelles pièces pour le Landgrave, Nerciat lui propose, vers la fin de 1779, un opéra-comique: Constance ou l’heureuse témérité, conservé à la bibliothèque de Stuttgart.

## Théories
En 1789, le marquis de La Roche du Maine est à la Cour de Frédéric II. Il publie son Essai sur la Secte des Illuminés où il dénonce les dirigeants des Illuminés de Bavière comme voulant contrôler l'espace maçonnique européen et influer sur la Révolution française . Il faut dire qu'il s'était alors lié d'amitié avec le Comte de Mirabeau (1749-1791) futur Tribun de la Constituante, et qui venait d'écrire sa Lettre sur Lavater et Cagliostro (Berlin, 1786) autre dénonciation de l'Illuminisme. Le futur député du Tiers État d'Aix venait d'être "éloigné de la France" et envoyé par le ministre d' État Vergenne (1719-1787) pour espionner la Cour de Berlin. Il fut l'un des collaborateurs du Marquis de Luchet. Avec du Meilhan, Mirabeau et Luchet écriront à six mains la Galerie des État Généraux (Paris, 1789).

## Œuvres
- Essais sur les principaux événements de l'histoire de l'Europe,(Chez Grangé, 1766)
- Essais sur la minéralogie et la métallurgie, (Chez Jean-Edme Dufour & Philippe Roux ..., 1779)
- Les Contemporains de 1789 et 1790, ou, Les opinions débattues pendant la première législature, (Chez Lejay fils ..., 1790)
- Histoire de Messieurs Paris (s.n.], 1776)
- Histoire littéraire de M de Voltaire (1780)
- Voyage d’un amateur des arts en Flandre, dans les Pays-Bas, en Hollande, en France, en Savoye, en Italie, en Suisse, fait dans les années 1775-76-77-78, (Amsterdam, 1783, 4 tomes)
- Mémoires de madame la duchesse de Morsheim, (Impr. de Wilson, 1787)
- Essais sur la minéralogie et la métallurgie, (Jean-Edme Dufour & Philippe Roux, 1779) [microform] /
- Analyse raisonnée de la sagesse de Charron, (1789) [microform]. (C. Lacour, 1997)
- Une seule faute, (1788) [microform]
- Essai sur la secte des Illuminés, (1789) Texte en ligne sur google books, réédition éditions Delacroix.
- La Galerie des dames françoises, pour servir de suite à la galerie des états-généraux, par le même auteur. Troisième partie(1790) [microform].
- Considérations politiques et historiques sur l'établissement de la religion prétendue reformée en Angleterre (et se trouve à Paris chez Panckoucke, 1765) [microform].
- Paris en miniature d'après les dessins d'un nouvel argus, (Chez Pichard ..., 1994) [microforme].
- Mémoires du Vicomte de Barjac [pseudonyme] (« De l'imprimerie de Wilson, et se trouve à Paris, chez les libraires qui vendent des nouveautés, 1784 »)
- "Analyse Raisonnée de la Sagesse de Charron" A Amsterdam chez Marc-Michel Rey en 1763 Deux volumes In-12
- Histoire de l'Orléannois, Gueffier fils, Amsterdam, 1766